# Eilema bipuncta
Eilema bipuncta là một loài bướm đêm thuộc phân họ Arctiinae, họ Erebidae.